# 三官寺土家族乡
三官寺土家族乡，是中华人民共和国湖南省张家界市慈利县下辖的一个乡镇级行政单位。

## 行政区划
三官寺土家族乡下辖以下地区：
三官寺村、苗岭村、云山村、朱垭村、三坪村、丰坪村、双峪村、寨岗村、双泉村、大泉村、双龙村、庆丰村、射泉村、双高村、青龙村、袁家坪村、甘泉村、罗潭村、双桥村、袁家庄村、双垭村、双坪村、吴王坡村、长岭村、胡家坪村和界河村。